# Hydajet Hyseni
Hydajet Hyseni lub Hydajet Hyseni Kaloshi (ur. 10 marca 1954 w Prilepnicy) – kosowski dziennikarz i parlamentarzysta, autor i współautor licznych publikacji.

## Życiorys
Studiował stosunki międzynarodowe oraz język i literaturę francuską na Uniwersytecie w Prisztinie, jednak nie ukończył studiów. Pełnił funkcję redaktora naczelnego czasopism Rilindja oraz Bujku. Zaangażował się w działalność jednego z albańskich ruchów nacjonalistycznych w Kosowie, wziął również udział w protestach w 1981 roku. W latach 1981–1991 był więźniem politycznym; po wyjściu na wolność zaangażował się z działalność polityczną; należał do Ludowego Ruchu Kosowa oraz do Rady Ochrony Praw i Wolności Człowieka, których był wiceprezesem. W 1998 roku wziął udział w konferencji w Rambouillet, należał również do kosowskiego Rządu Tymczasowego.
W wyborach parlamentarnych z 2004 roku uzyskał mandat do Zgromadzenia Kosowa, gdzie reprezentował Demokratyczną Partię Kosowa. W 2014 roku dołączył do Samookreślenia, obecnie pełni funkcję przewodniczącego Rady Generalnej tej partii.
Należy do Stowarzyszenia Pisarzy Kosowa oraz przewodniczy Stowarzyszeniu Byłych Więźniów Politycznych.
Zna języki francuski, angielski, serbski, włoski i niemiecki.
Żonaty, ojciec czworo dzieci. Mieszka w Prisztinie.